# Награда Ненад Чонкић
Награда Ненад Чонкић се додељује за квалитет, истрајност и верност дизајну. Име је добила по прерано умрлом уметнику Ненаду Чонкићу, познатом дизајнеру, који између осталог креирао шпицу Дневника РТС-а са тачкицама.
Награду је 2012. године добио Владимир Ковач који приредио изложбу у "АртЦентру“.